# 19. századi magyar irodalom

## A klasszicizmusból a romantikába, a nyelvújítás kora (1795–1825)
- Csokonai Vitéz Mihály (1773–1805)
- Fazekas Mihály (1766–1828)
- Földi János

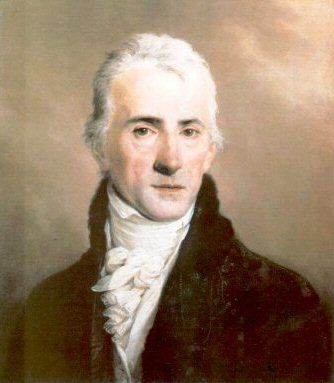
Kazinczy Ferenc, a nyelvújítás vezére

- A klasszicista költészet: a klasszicizmus első hulláma, a "Klasszikus triász" tevékenysége: Baróti Szabó Dávid (1739–1819), Rájnis József (1741–1812), Révai Miklós (1750–1807) és Virág Benedek (1754–1830)
- A klasszicizmus második hulláma: 
  - Kazinczy Ferenc (1759–1831)
  - Kazinczy pesti köre: Horvát István (1784–1846), Vitkovics Mihály (1778–1829), Szemere Pál (1785–1861)
  - Kis János (1770–1846)
  - Kisebb költők Kazinczy korában: Ungvárnémeti Tóth László (1788–1820), Guzmics Izidor (1786–1839), Dukai Takách Judit (1795–1836), Döme Károly (1768–1845), Döbrentei Gábor (1785–1851), Dessewffy József (1771–1843), Helmeczy Mihály (1788–1852), Édes Gergely (1763–1847), Kováts József (1780–1809), Mátyási József (1765–1849).
  - Berzsenyi Dániel (1776–1836)
- A romantika előkészítője Kisfaludy Sándor (1772–1844)
- A nemzeti dráma megteremtése: 
  - Drámaírási törekvések a 19. század hajnalán: Gorove László (1780–1839), Hoblik Márton (1791–1845), Gombos Imre (1791–1840), Bolyai Farkas (1775–1856) matematikus, Ungvárnémeti Tóth László
  - Katona József (1791–1830)

## A reformkor irodalma (1825–1848)

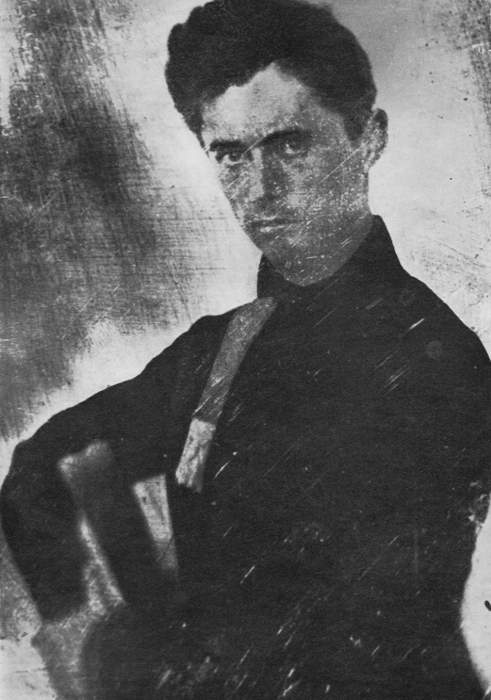
Petőfi, a szabadság költője

- Kisfaludy Károly (1788–1830)
- Fáy András (1786–1864)
- Kölcsey Ferenc (1790–1838)
- Széchenyi István (1791–1860)
- Jósika Miklós (1794–1865)

- Táncsics Mihály (1799–1884)
- Vörösmarty Mihály (1800–1855)
- Czuczor Gergely (1800–1866)
- Kossuth Lajos (1802–1894)
- Bezerédj Amália (1804–1837)
- Bajza József (1804–1858)
- Vajda Péter (1808–1846)
- Gaal József (1811-1866)
- Garay János (1812–1853)
- Eötvös József (1813–1871)
- Erdélyi János (1814–1868)
- Szigligeti Ede (1814–1878)
- Arany János (1817–1882)
- Vachott Sándor (1818–1861)
- Petőfi Sándor (1823–1849)
- Pákh Albert (1823–1867)
- Tízek Társasága, Márciusi ifjak

## A nemzeti polgári irodalom kialakulása (1850–1875)
- Népi-nemzeti irodalom
  - Arany János (1817–1882)
  - Tompa Mihály (1817–1868)
  - Gyulai Pál (1826–1909)
  - Arany László (1844–1898)
  - Kisebb népies költők Jókai Mór szobra Révkomáromban

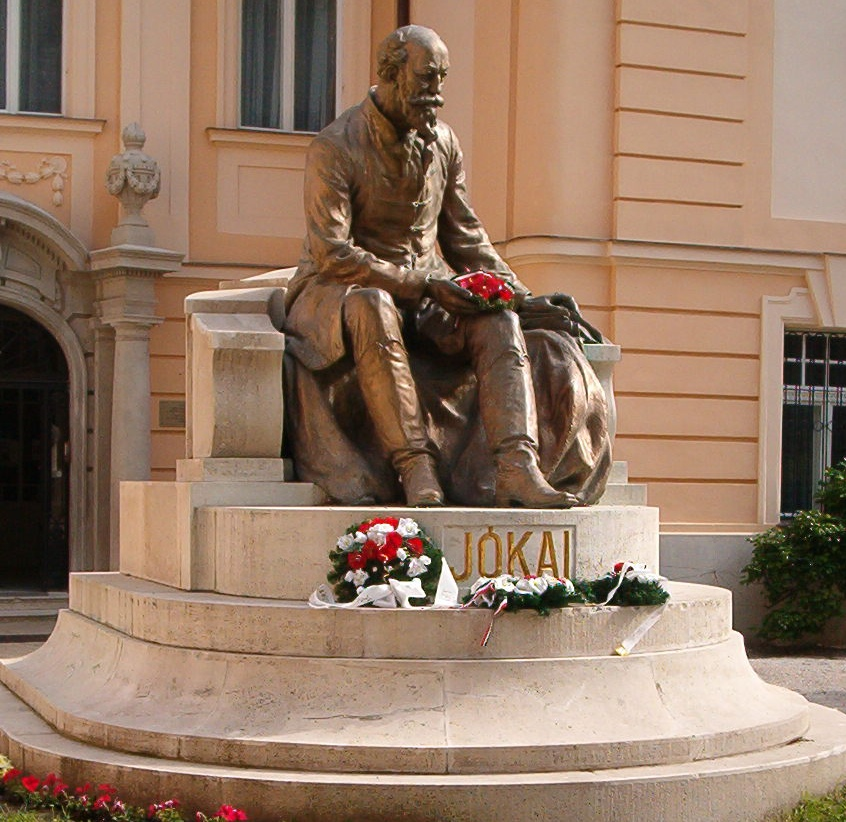
Jókai Mór szobra Révkomáromban

    - Népies líra: Szemere Miklós (1802–1881), Székely József (1825–1895), Szász Károly (1825–1905), Zalár József (1825–1914), Lévay József (1825–1918), Tóth Kálmán (1831–1881), Kisfaludy Atala (1836–1911), Majthényi Flóra (1837–1915), Thaly Kálmán (1838–1909), Dömötör János (1843–1877)
    - Tájköltők: Spetykó Gáspár (1816–1865), Szelestey László (1821–1875), Lisznyai Damó Kálmán (1823–1863), Meancsek István

  - Népies elbeszélő irodalom: Vas Gereben (1823–1868), Abonyi Lajos (1833–1898)
  - Népies színmű: Egressy Béni (1814–1851), Szigeti József (1822–1902)
- Liberális nemesi irodalom: Kemény Zsigmond (1814–1875), Csengery Antal (1822–1880), Jósika Kálmán (1837–1910)
  - Madách Imre (1823–1864)
- Kísérletek a polgári dráma megteremtésére: Szigligeti Ede (1814–1878), Tóth Kálmán (1831–1881), Toldy István (1844–1879)
- Romantikus irodalom 
  - Jókai Mór (1825–1904)
  - Romantikus elbeszélés: Bérczy Károly (1821–1867), Beöthy László (1826–1857)
  - Romantikus regény: Degré Alajos (1820–1896), Pálffy Albert (1820–1897), Virághalmi Ferenc (1826–1875), P. Szathmáry Károly (1831–1891)
- Gyermekirodalom
  - Csapó Mária (1830–1896)
- Irodalomtudomány
  - Toldy Ferenc (1805–1875), Greguss Ágost (1825–1882), Salamon Ferenc (1825–1892), Zilahy Károly (1838–1864)
- Esszék, népszerű tudományos irodalom
  - Történelem: Horváth Mihály
  - Néprajz: Ipolyi Arnold

## A nemzeti polgári irodalom fénykora (1875–1900)
- Líra 

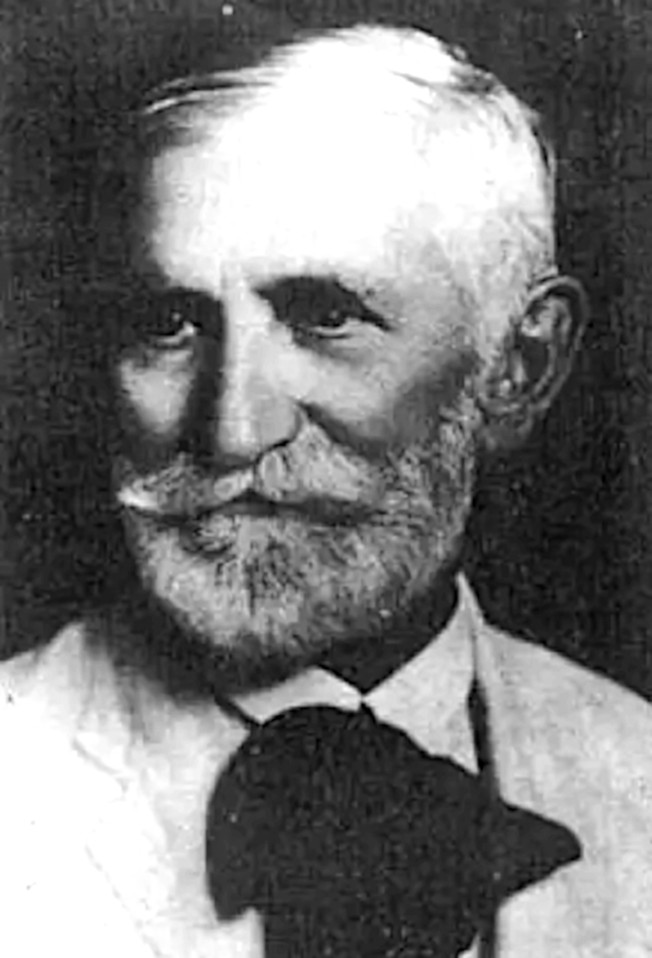
Benedek Elek, a népies elbeszélés mestere

  - Népnemzeti iskola: Darmay Viktor (1850–1878), Ábrányi Emil (1851–1920), Vargha Gyula (1853–1929), Bárd Miklós (1857–1937), Kozma Andor (1861–1933), Szabolcska Mihály (1862–1930)
  - A líra megújulása 
    - Vajda János (1827–1897)
    - Kiss József (1843–1921)
    - Reviczky Gyula (1855–1889)
    - Komjáthy Jenő (1858–1895)
    - Preszimbolisták: Endrődi Sándor (1850–1920), Rudnyánszky Gyula (1858–1913), Szalay Fruzina (1864–1926), Telekes Béla (1873–1961)
    - A közélet költői: Szabó Endre (1849–1924), Inczédi László (1855–1902), Zempléni Árpád (1865–1919)
    - A nagyváros költői: Ignotus (1869–1949), Szentessy Gyula (1870–1905), Makai Emil (1870–1901), Heltai Jenő (1871–1957)
    - Szocialista költők: Palágyi Lajos (1866–1933), Csizmadia Sándor (1871–1929), Farkas Antal (1875–1940)
- Dráma
  - Népszínmű: Balogh Tihamér (1838–1907), Csepreghy Ferenc (1842–1880), Tóth Ede (1844–1876)
  - Újromantikus dráma: Rákosi Jenő (1842–1929), Dóczy Lajos (1845–1919)
  - Polgári dráma: Csiky Gergely (1842–1891), Berczik Árpád (1842–1919), Bercsényi Béla (1844–1901)
- Elbeszélő irodalom
  - Népnemzeti iskola: Tóth Béla (1857–1907), Benedek Elek (1859–1929), Rákosi Viktor (1860–1923)
  - A próza korszerűsítése 
    - Mikszáth Kálmán
    - Vértesi Arnold (1834–1911), Tolnai Lajos (1837–1902), Asbóth János (1845–1911), Gozsdu Elek (1849–1919), Petelei István (1852–1910), Iványi Ödön (1854–1893), Ambrus Zoltán (1861–1932), Justh Zsigmond (1863–1894), Bródy Sándor (1863–1924), Herczeg Ferenc (1863–1954), Papp Dániel (1865–1900), Thury Zoltán (1870–1906)Pósa Lajos, a magyar gyermekirodalom atyja

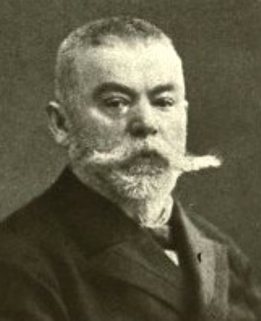
Pósa Lajos, a magyar gyermekirodalom atyja

    - Új népiesség: Gárdonyi Géza (1863–1922), Tömörkény István (1866–1917)
- Gyermekirodalom: Pósa Lajos (1850–1914), Sebők Zsigmond (1861–1916)
- Irodalomtudomány
  - Nemzeti: Beöthy Zsolt (1842–1922), Szana Tamás (1844–1908), Asbóth János (1845–1911)
  - Idealista: Bodnár Zsigmond (1839–1907), Palágyi Menyhért (1859–1924)
  - Realista: Péterfy Jenő (1850–1899)
  - Modern: Riedl Frigyes (1856–1921), Lázár Béla (1869–1950)
- Esszék, népszerű tudományos irodalom
  - Néprajz: Baksay Sándor (1832–1915), Katona Lajos (1862–1910)
  - Nyelvészet: Szarvas Gábor (1832–1895), Vámbéry Ármin (1832–1913)
  - Természetismeret: Herman Ottó (1835–1914), Bársony István (1855–1928)
  - Lexikon: A Pallas nagy lexikona, Révai Testvérek